# Cirque Rancy

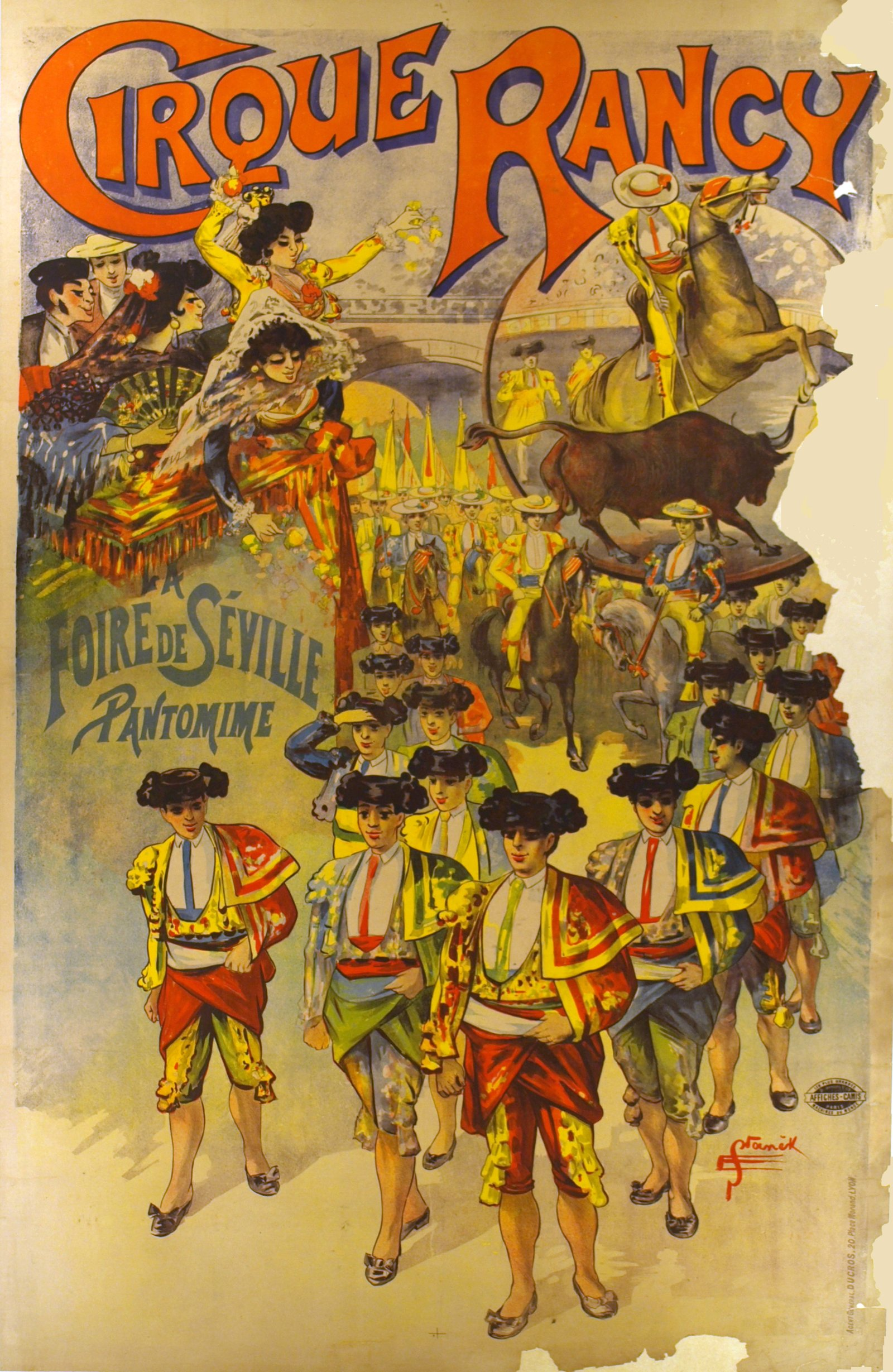
Affiche pour le cirque Rancy à la foire de Séville, v. 1900

Les cirques Rancy sont des cirques (dit cirques fixes ou cirques d'hiver) construits par Théodore Rancy au XIXe siècle.
Un des plus célèbres, toujours existant, est le Cirque Jules-Verne d'Amiens, inauguré le 23 juin 1889 par Théodore Rancy, sous la présidence de Jules Verne, alors conseiller municipal de la ville.

## Quelques cirques Rancy
- Genève : créé par la famille Guichard en 1857, à une extrémité de la plaine de Plainpalais, ce cirque est confié à Théodore Rancy en 1876 qui le fait alors rebâtir en bois, puis en devient propriétaire en 1879. Le conseil de Genève craignant un risque d'incendie, Alphonse de Rancy confie sa reconstruction en maçonnerie à l'architecte Marc Camoletti[1],[2]. Il devient Apollo-Théâtre en 1909, puis est démoli en 1955.
- Lyon (1882, démoli en 1941)
- Le Havre (1887, détruit par un incendie en 1922)[3]
- Rouen (1893, démoli en 1973)
- Boulogne-sur-Mer (1888, démoli)

## Galerie d'images

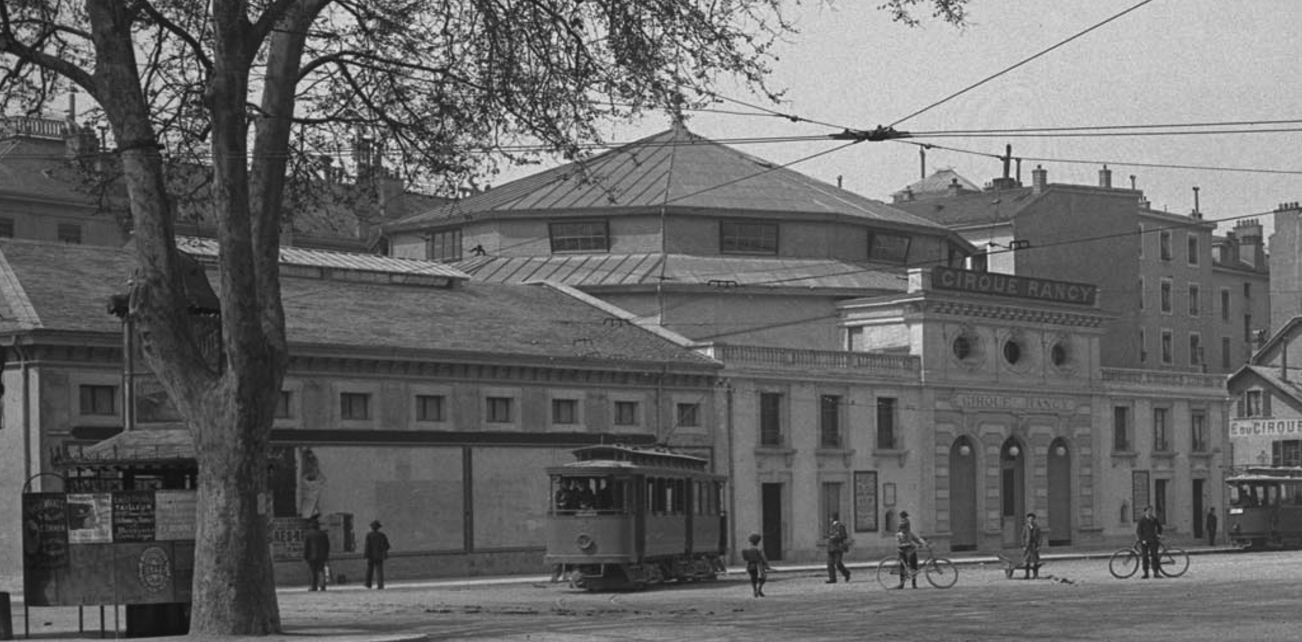
Genève, vers 1900
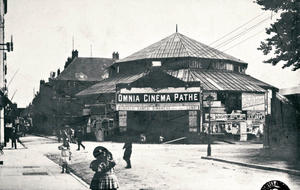
Boulogne-sur-Mer
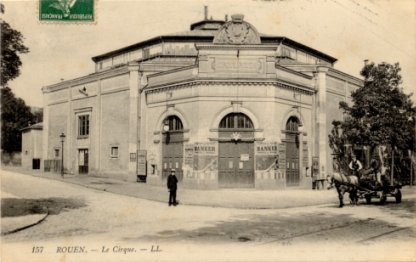
Rouen, 1900
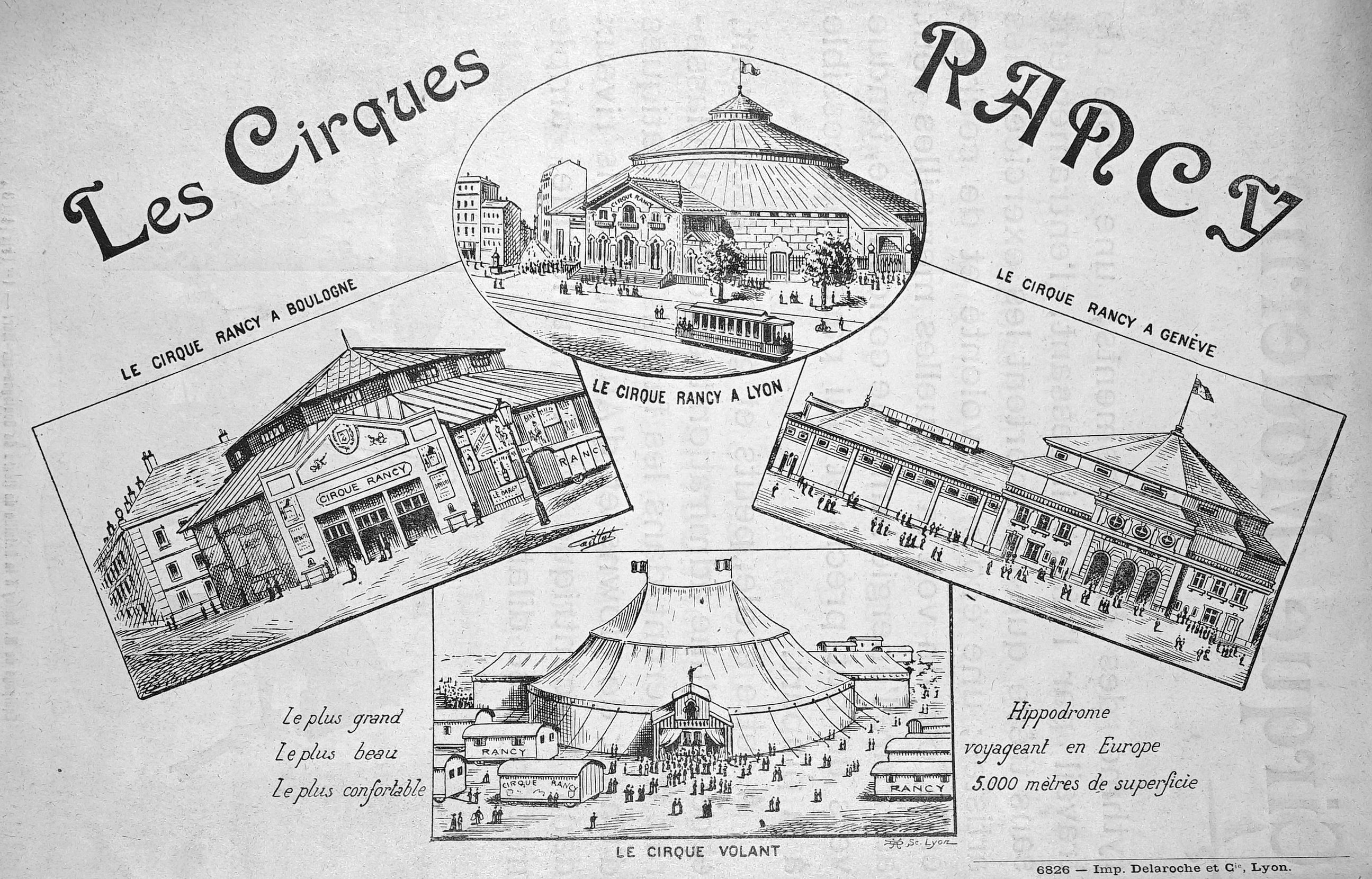
Boulogne, Lyon, Genève et le cirque volant.